# Amram von Mainz
Amram von Mainz auch Amram de Mayence, oder Amram Mentz ist ein sagenumwobener Rabbi aus Mainz, der im 10. Jahrhundert gelebt haben soll.

## Legendenbildung
Nachdem er Vorsteher einer Jeschiwa in Magenza, dem jüdischen Mainz gewesen war, wandte er sich nach Köln, um eine neue Schule zu gründen. Als sein Ende näher kam, äußerte er seinen Schülern gegenüber den Wunsch, bei seinen Vorfahren auf dem Mainzer Judenfriedhof beerdigt zu werden. Weil die Schüler jedoch Schwierigkeiten befürchteten, zögerten sie, diesem Wunsch nachzukommen. Daraufhin ordnete er an, seinen Sarg in einem Boot auf dem Rhein auszusetzen und seinem Schicksal zu überlassen.
Die Verwunderung war groß, als zu aller Erstaunen das Boot mit dem frommen Mann nicht rheinabwärts, sondern ohne Steuer und Ruderhilfe rheinaufwärts nach Mainz schwamm und dort anlandete. Alle Einwohner liefen herbei, um an diesem Wunder teilzuhaben, und fragten sich erstaunt, welche Kraft dieses Wunder bewirkt haben könnte, und wer in dem Sarg lag. Nachdem die jüdische Gemeinde von Mainz erfuhr, dass es sich bei dem Toten um Rabbi Amram von Mainz aus Köln handelte, holten sie das Boot an Land, um dem Leichnam in der Synagoge zu ehren. Der Erzbischof von Mainz verbot dies, beanspruchte Amram als Heiligen der Kirche und befahl, ihn christlich beerdigen zu lassen. Daraufhin folgte ein weiteres Wunder. Die Leiche wurde so schwer, dass niemand sie von der Stelle bewegen konnte. Daraufhin ordnete der Erzbischof umgehend an, dass eine Kirche über dem Platz, an dem Amram lag, errichtet werden sollte. Sogar Wachen wurden nun eingesetzt, um zu verhindern, dass die Juden die Leiche des Rabbi wieder in ihre Gewalt bringen sollten. Seinen ehemaligen Schülern in Köln erschien Amram als Vision und wies sie an, seine Leiche um Mitternacht, wenn die Wachen schliefen, gegen die Leiche eines Gehenkten auszutauschen, was diese auch taten.
Diese Legende wurde noch Anfang des 19. Jahrhunderts als Tatsachenbericht erzählt. An einem Haus in Ufernähe nahe den Toren von Mainz konnte eine bildhafte Darstellung der Legende bestaunt werden. Bei der Kirche soll es sich um die Kirche St. Emmeran handeln.

## Parallellegende
Abraham Tendlau bezieht sich in seinem Buch der Sagen und Legenden Jüdischer Vorzeit in einer Note (Seite 354) zu Shalshelet ha-Qabbalah auf „Die Amram's Kirche“ (Seiten 9–15), und andere Quellen wundern sich, wie die gleiche Geschichte von einem Rabbi Amram von Regensburg unabhängig in einem der Ma'ase Bücher (Bücher der Legenden) auftauchen kann. Er hatte sicherlich keine Kenntnis davon, dass in Bezug auf die Kirche St. Emmeram in Regensburg die gleiche Legende in christlicher Überlieferung erzählt wurde, was heißt, dass St. Emmeram von Regensburg in München starb, und sein Leichnam ohne Schiffer mit wunderbarer Schnelligkeit über die Isar und Donau nach Regensburg kam, wo zu Ehren des Heiligen eine Kapelle errichtet wurde. Es verwundert, dass insbesondere die Juden angehalten wurden dieses Wunder des Emmeram zu bekennen. Aller Wahrscheinlichkeit nach wurde die jüdische Legende aus der christlichen Legende entlehnt und Emmeram zu Amram transformiert. 
 Dagegen wäre jedoch zu bedenken, dass der jüdische Name Amram sprachlich herkunftsgesichert ist, der Name Emmeram jedoch keinerlei christliche Namensvorläufer kennt. Diese Logik führt eher zu dem Schluss, dass die jüdische Legende der christlichen vorausging. In jedem Falle aber verweist diese Parallelität darauf, dass die jüdisch-christlichen Bezüge des frühen Mittelalters noch nicht befriedigend erforscht sind. Weiteres ist von Rabbi Amram nicht bekannt, weder in Mainz, noch in Köln oder Regensburg. Moses Sofer sieht in ihm Amram Gaon, und berichtet, dass er sein Grab in Mainz sah.

## Legendenforschung
Bezüglich der Herkunft der Legende, siehe:
- Felix Liebrecht's Ausgabe von Gervasius von Tilbury Otia Imperialia, Hannover 1856, Seite 149
- Wilhelm Mannhardt: Germanische Mythen, Forschungen; Berlin 1858, (Habilitationsschrift) Seite 360
- Vergleiche auch Hermann Useners Sintflutsagen, Bonn 1899
- Andreas Lehnardt: Die Sage um Rabbi Amram[5]